# 미크로파키케팔로사우루스
미크로파키케팔로사우루스(Micropachycephalosaurus)는 중생대 백악기 후기, 오늘날 아시아대륙에 서식한 공룡이다. 학명은 "작고 굵은 머리를 가진 도마뱀(small thick headed lizard)"이라는 의미를 갖고 있다. 전체 몸 길이는 약 1m 정도 되었을 것으로 추정된다. 화석은 중국에서 발견되었다.
2011년, 파키케팔로사우루스과에서 원시 각룡류로 재분류되었다.